# Khloe Kapri
Khloe Kapri (Cincinnati, Ohio; 13 de octubre de 1997) es una actriz pornográfica y modelo erótica estadounidense.

## Biografía
Nació en octubre de 1997 en la ciudad de Cincinnati, en el condado de Hamilton (Ohio). Tras acabar el instituto, cumplidos los 18 años, tuvo un acercamiento a la industria pornográfica a través de la actriz Kelly Greene, amiga suya de la infancia. Se trasladó a California y debutó como actriz pornográfica a finales de 2016, con 19 años.
Durante sus primeros meses trabajó como modelo y actriz pornográfica amateur para el portal web Petergirls.
Como actriz ha trabajado para productoras como Naughty America, Reality Kings, Kick Ass, AMK Pictures, Bangbros, Digital Playground, New Sensations, Digital Sin, Lethal Hardcore, Vixen, Pure Taboo, Evil Angel o Porn Fidelity, entre otras.
En diciembre de 2020 fue elegida Cherry of the Month del sitio web Cherry Pimps.
Ha rodado más de 730 películas como actriz.
Algunas películas suyas son Amateur POV Auditions 29, Girl Scout Nookies 3, Innocence of Youth 10, Manuel Ferrara's Ripe 5, Moms Bang Teens 24, Natural Beauties 5, Naughty Little Sister, RK Prime 8, Swallowed 12 o Tight 4.

## Premios y nominaciones
| Año  | Ceremonia         | Resultado | Premio                                         | Trabajo                                 |
| ---- | ----------------- | --------- | ---------------------------------------------- | --------------------------------------- |
| 2019 | Premios AVN       | Nominada  | Premio fan: Debutante más caliente             | —                                       |
| 2019 | Spank Bank Awards | Nominada  | Best Vocals                                    | —                                       |
| 2019 | Spank Bank Awards | Nominada  | Facial Cum Target of the Year                  | —                                       |
| 2019 | Spank Bank Awards | Nominada  | Most Luscious Labia                            | —                                       |
| 2019 | Spank Bank Awards | Nominada  | Slutty Step Sister / Step Daughter of the Year | —                                       |
| 2020 | Premios AVN       | Nominada  | Mejor escena de sexo en grupo                  | Blacked Raw 21                          |
| 2020 | Premios AVN       | Nominada  | Mejor escena de trío H-M-H                     | Disciples of Desire: Bad Cop – Bad City |
| 2020 | Premios XBIZ      | Nominada  | Mejor escena de sexo en película tabú          | Second Parents                          |
| 2021 | Premios AVN       | Nominada  | Mejor actriz en mediometraje                   | Social Experiment                       |
| 2021 | Premios XBIZ      | Nominada  | Mejor escena de sexo en película lésbica       | True Lesbian                            |
| 2022 | Premios AVN       | Nominada  | Mejor escena de sexo lésbico en grupo          | Welcome to the Neighborhood             |
| 2023 | Premios AVN       | Nominada  | Mejor escena de sexo anal                      | Gape for Days 2                         |
| 2024 | Premios AVN       | Nominada  | Mejor escena POV de sexo                       | Good Dick Makes Her Happy               |